# Metropolitan PGA Championship
O Metropolitan PGA Championship (Campeonato Metropolitano do PGA) é um torneio de golfe que se disputa desde 1924 e integrava o calendário oficial do PGA Tour dos Estados Unidos entre 1924 e 1936. Foi evento do PGA Tour entre as décadas de 1920 e 1930. Também se conhece como Metropolitan PGA e Met PGA.

## Campeões
- 2016 Matt Dobyns
- 2015 Matt Dobyns
- 2014 Anthony Casalino
- 2013 Danny Balin
- 2012 Danny Balin
- 2011 Danny Balin
- 2010 Mark Brown
- 2009 Frank Bensel
- 2008 Colin Amaral
- 2007 Tony DeMaria
- 2006 Ron Philo Jr.
- 2005 Mark Brown
- 2004 Darrell Kestner
- 2003 Darrell Kestner
- 2002 Charlie Bolling
- 2001 Mark Mielke
- 2000 Rick Hartmann
- 1999 Jay McWilliams
- 1998 Carl Alexander
- 1997 Darrell Kestner
- 1996 Bruce Zabriski
- 1995 Darrell Kestner
- 1994 Darrell Kestner
- 1993 Rick Vershure
- 1992 Mark Mielke
- 1991 Ron McDougal
- 1990 Mel Baum
- 1989 Mel Baum
- 1988 Rick Meskell
- 1987 Rick Vershure
- 1986 Don Reese
- 1985 Don Reese
- 1984 Kevin Morris
- 1983 Ed Sabo
- 1982 Jim Albus
- 1981 Jim Albus
- 1980 Jimmy Wright
- 1979 Jeff Steinberg
- 1978 Austin Straub
- 1977 Gene Borek
- 1976 Jimmy Wright
- 1975 Bill Collins
- 1974 Jimmy Wright
- 1973 Gene Borek
- 1972 Jimmy Wright
- 1971 Tom Nieporte
- 1970 Gene Borek
- 1969 Craig Shankland
- 1968 Mike Krak
- 1967 Terry Wilcox
- 1966 Mike Krak
- 1965 Jerry Pittman
- 1964 Billy Farrell
- 1963 Doug Ford
- 1962 Dave Marr
- 1961 Ed Merrins
- 1960 Doug Ford
- 1959 Al Brosch
- 1958 Doug Ford
- 1957 Doug Ford
- 1956 Bill Collins
- 1955 Harry Cooper
- 1954 Steve Doctor
- 1953 Clarence Doser
- 1952 Al Brosch
- 1951 Claude Harmon
- 1950 Al Brosch
- 1949 Mike Turnesa
- 1948 Clarence Doser
- 1947 Al Brosch
- 1946 Claude Harmon
- 1945 Clarence Doser
- 1944 Willie Goggin
- 1943 Não houve torneio
- 1942 Craig Wood
- 1941 Al Brosch
- 1940 Jimmy Hines
- 1939 Gene Sarazen
- 1938 Al Brosch
- 1937 Herman Barron
- 1936 Paul Runyan
- 1935 Paul Runyan
- 1934 Leo Mallory
- 1933 Walter Scheiber
- 1932 Willie Klein
- 1931 Paul Runyan
- 1930 Joe Turnesa
- 1929 Walter Kozak
- 1928 Gene Sarazen
- 1927 Gene Sarazen
- 1926 Joe Turnesa
- 1924 Walter Hagen